# Liste der Bodendenkmäler in Hattenhofen (Bayern)
Auf dieser Seite sind die Bodendenkmäler in der oberbayerischen Gemeinde Hattenhofen zusammengestellt. Diese Tabelle ist eine Teilliste der Liste der Bodendenkmäler in Bayern. Grundlage ist die Bayerische Denkmalliste, die auf Basis des Bayerischen Denkmalschutzgesetzes vom 1. Oktober 1973 erstmals erstellt wurde und seither durch das Bayerische Landesamt für Denkmalpflege geführt wird. Die folgenden Angaben ersetzen nicht die rechtsverbindliche Auskunft der Denkmalschutzbehörde.

## Bodendenkmäler in Hattenhofen
| Lage       | Objekt | Akten-Nr.     | Bild           |
| ---------- | --- | ------------- | -------------- |
| (Standort) | Verebnete Grabhügel vorgeschichtlicher Zeitstellung. | D-1-7732-0010 |                |
| (Standort) | Verebnete Viereckschanze der späten Latènezeit. | D-1-7732-0036 |                |
| (Standort) | Freilandstation und Schlagplatz des Spätpaläolithikums und Mesolithikums, Grabenwerk und Siedlung vor- und frühgeschichtlicher Zeitstellung, u. a. des Neolithikums und der späten Latènezeit sowie verebnete Grabhügel vorgeschichtlicher Zeitstellung | D-1-7732-0105 |                |
| (Standort) | Untertägige mittelalterliche und frühneuzeitliche Befunde im Bereich der katholischen Kuratiekirche St. Johann Baptist und ihrer Vorgängerbauten. | D-1-7732-0126 | weitere Bilder |
| (Standort) | Doppeltes Grabenwerk des Jungneolithikums. | D-1-7732-0163 |                |